# Eray Şamdan
Eray Şamdan (Kocaeli, Turquía, 25 de julio de 1997) es un luchador de kárate turco que consiguió la medalla de plata en los Juegos Olímpicos de Tokio 2020 en la modalidad de kumite de menos de 67kg, tras perder en la final a la contra Steven Da Costa. Esta medalla ha sido la primera medalla olímpica que Turquía ha ganado en la historia de los Juegos Olímpicos en la modalidad de karate.

## Palmarés olímpico
| Juegos Olímpicos | Juegos Olímpicos | Juegos Olímpicos | Juegos Olímpicos |
| Año              | Lugar            | Medalla          | Categoría        |
| ---------------- | ---------------- | ---------------- | ---------------- |
| 2021             | Tokio ( Japón)   | Medalla de plata | Kumite -67kg     |